# Saint-Berain-sous-Sanvignes
Saint-Berain-sous-Sanvignes is een gemeente in het Franse departement Saône-et-Loire (regio Bourgogne-Franche-Comté). De plaats maakt deel uit van het arrondissement Autun. Saint-Berain-sous-Sanvignes telde op 1 januari 2022 1.106 inwoners.

## Geografie
De oppervlakte van Saint-Berain-sous-Sanvignes bedroeg op 1 januari 2022 45,07 vierkante kilometer; de bevolkingsdichtheid was toen 24,5 inwoners per km².

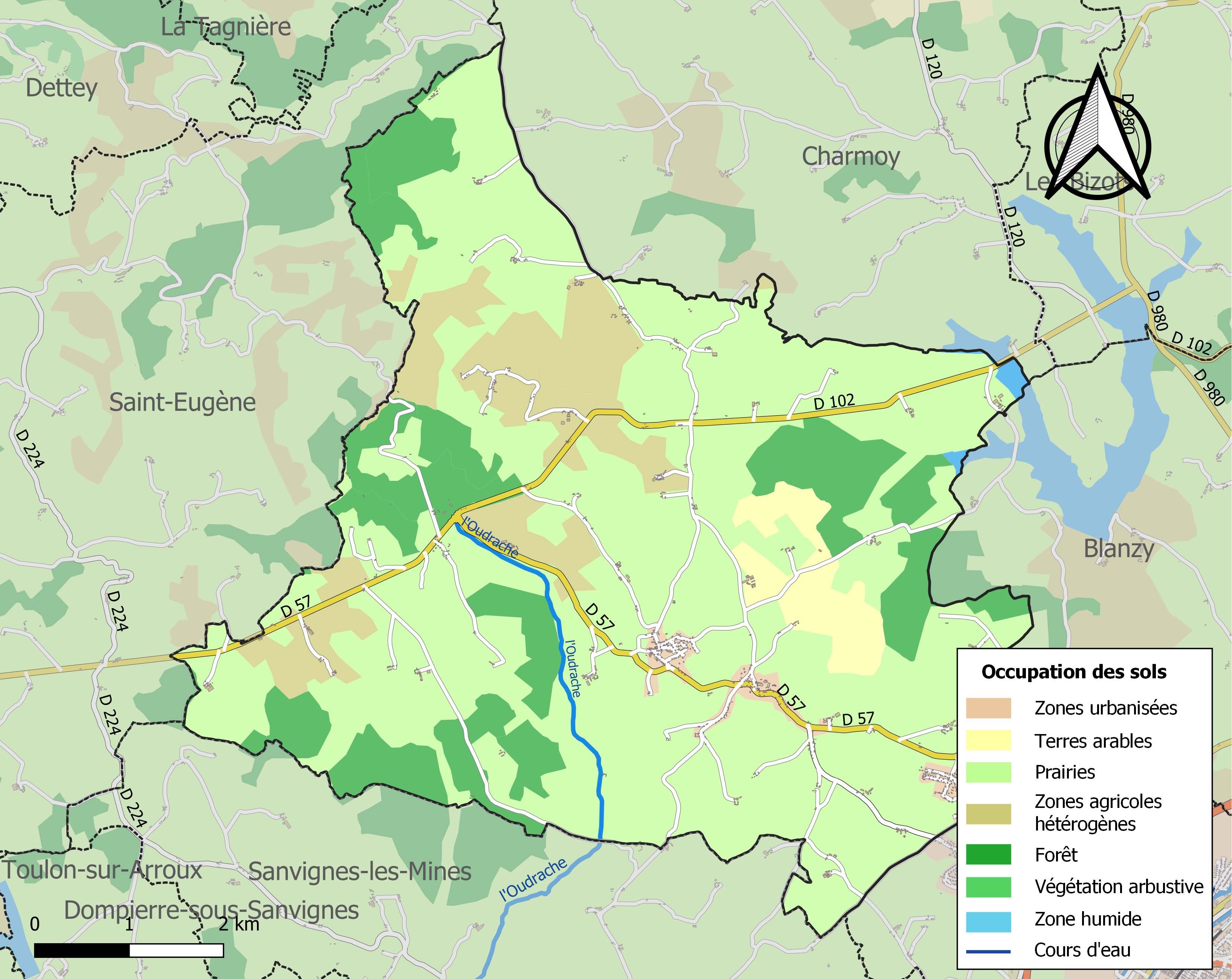
Kaart van de gemeente met de belangrijkste infrastructuur, bodemgebruik en omliggende gemeenten

## Demografie
Onderstaande figuur toont het verloop van het inwonertal (bron: INSEE-tellingen).